# Raymond Gorsse
Pour les articles homonymes, voir Gorsse.
Raymond Gorsse est un homme politique français né le 5 juin 1834 à Paris et décédé le 17 juin 1906 à Terssac (Tarn).

## Biographie
Fils d'Augustin Gorsse, député du Tarn, il est ingénieur civil et succède à son père comme député du Tarn de 1868 à 1870, sans être candidat officiel. Il siège au Tiers-Parti libéral et soutient général le gouvernement. Il est élu député en 1877, siégeant à droite, mais son élection est invalidée et il ne se représente pas.

## Sources
- « Raymond Gorsse », dans Adolphe Robert et Gaston Cougny, Dictionnaire des parlementaires français, Edgar Bourloton, 1889-1891 [détail de l’édition]